# Ampithoe pomboi
Ampithoe pomboi is een vlokreeftensoort uit de familie van de Ampithoidae. De wetenschappelijke naam van de soort is voor het eerst geldig gepubliceerd in 1974 door Mateus & Alfonso.